# Khamani Griffin
Pour les articles homonymes, voir Griffin.
Khamani Griffin  est un acteur américain né le 1er août 1998 à Oakland, en Californie.

## Carrière
Il a joué un rôle dans Norbit (2007) et dans École paternelle il incarné Ben Hinton . Il est aussi apparu dans Grey's Anatomy, et My name is Earl. Cadet dans la série télé All of Us (en) (Chacun d'entre nous), créé par Will Smith. Il a aussi fait une apparition dans le téléchargement vidéo de Lil Kim.

## Nominations et Récompenses
Il a été nommé, ainsi que 3 autres jeunes, pour son talent d'artiste dans École paternelle (Daddy Day Care) et All Of Us. 
Khamani peut maintenant être vu sur le jeu télévisé populaire Are You Smarter Than a 5th Grader?